# Kazimierz Ajdukiewicz
Kazimierz Ajdukiewicz (12 de desembre de 1890, Ternópil, a Galítsia quan formava part de l'Imperi Austrohongarès, actualment a Ucraïna - 12 d'abril de 1963, Varsòvia, Polònia) fou un filòsof polonès de l'Escola de Lviv-Varsòvia.

## Biografia

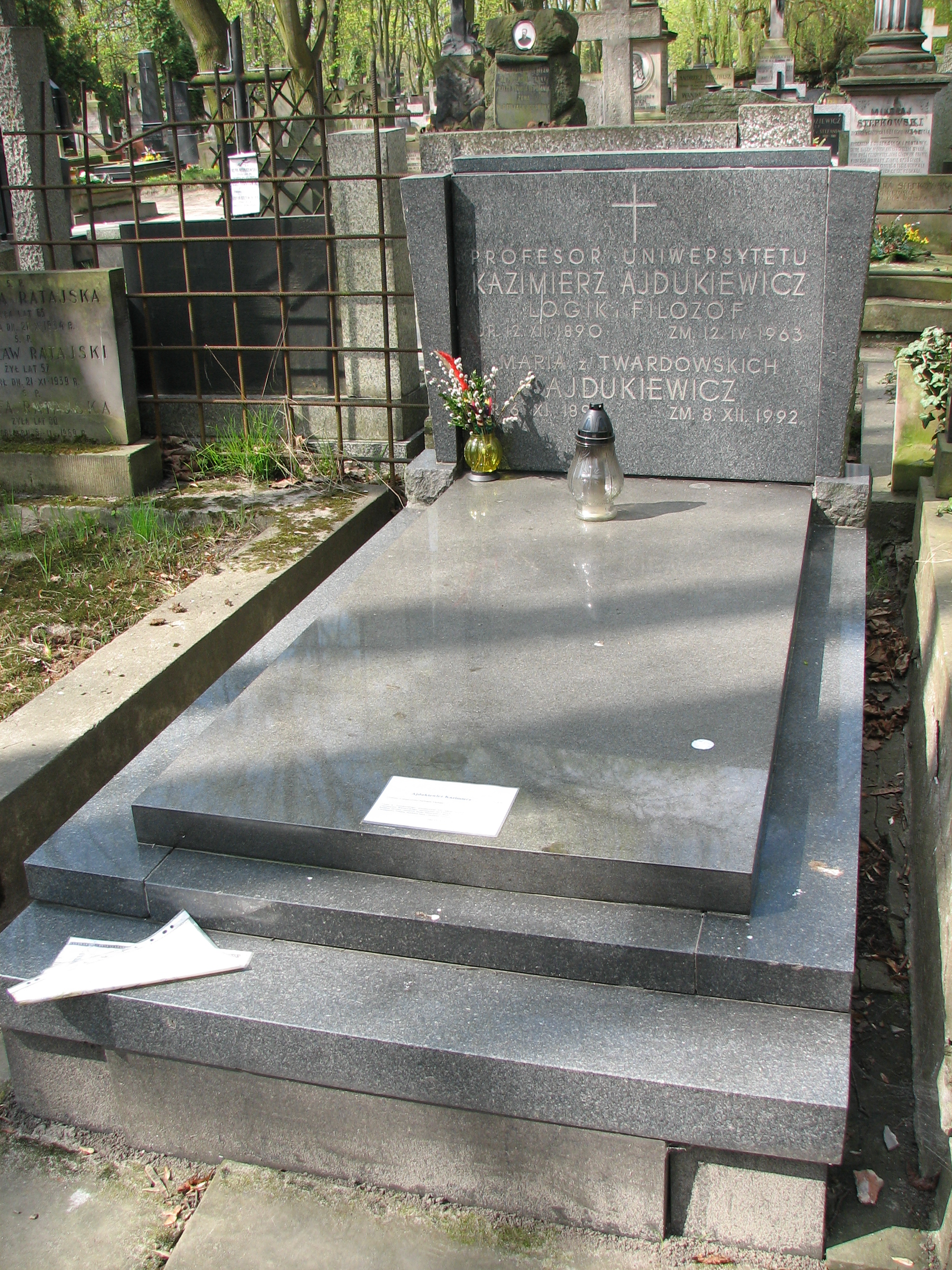
Tomba de Kazimierz Ajdukiewicz.

Després d'acabar els estudis superiors en filosofia, matemàtiques i física a la Universitat de Lviv, Ajdukiewicz rep el títol de doctor el 1912 amb una memòria consagrada a la filosofia d'Immanuel Kant -formarà part de la segona generació de l'Escola de Lviv-Varsòvia, els seus professors, Kazimierz Twardowski i Jan Łukasiewicz en foren els primers. Ajudkiewicz s'instal·la a Göttingen, on estudia fonaments matemàtics amb David Hilbert i filosofia amb Edmund Husserl. Havent participat als combats de la Primera Guerra Mundial, torna a la seva antiga vida universitària el 1920 i publica, un any més tard, De la metodologia de les ciències deductives i es casa amb Maria Twardowska, filla del seu professor.
Durant el període d'entreguerres és professor a les universitats de Lviv i Varsòvia, durant la guerra es troba a Lviv, on participa en les tasques d'ensenyament clandestí, i obté, després de la Segona Guerra Mundial, la càtedra de lògica a la Universitat de Poznań, on també és nomenat rector des del 1948 al 1952. El 1955 torna a Varsòvia, on treballa fins que finalment es jubila el 1961.

## Obres
- 1921 De la metodologia de les ciències deductives
- 1923 Główne kierunki filozofii
- 1928 Główne zasady metodologii nauk i logiki formalnej
- 1931 O znaczeniu wyrażeń
- 1934 Logiczne podstawy nauczania
- 1938 Propedeutyka filozofii
- 1948 Epistemologia i semàntica
- 1949 Zagadnienia i kierunki filozofii
- 1952 Zarys logiki
- 1964 Zagadnienia empiryzmu a koncepcja znaczenia
- 1965 Logika pragmatyczna
- 1960-1965 Język i poznanie. Wybór pism
- 1966- Articles seleccionats a Logiczna Teoria Nauki (en català traduïble com Teoria lògica de la ciència)